# Església de Sant Julià (Campos)
L'Església de Sant Julià és una església neoclàssica de grans proporcions del municipi mallorquí de Campos. Va ser construïda durant el segle xix damunt les restes d'un altre temple del que en conserva el campanar del segle xvi i la capella del Roser del xviii. Dins seu hi ha el museu parroquial.

## Història
El promotor de la construcció de l'església actual va ser Nadal Cabrer, rector de la parròquia en aquella època, de l'edificació original només se'n conserven la capella de Santa Llúcia i els Sants Metges i el campanar, construït entre 1584 i 1597. Al campanar li varen fer reformes els anys 1610, 1693 i 1778 degut a esbucaments parcials.

## Arquitectura
És una església aïllada de planta longitudinal amb absis semicircular, la sagristia està a l'esquerra de l'altar, hi ha set capelles a cada costat que estan entre pilastres d'ordre jònic al pis superior hi ha finestrals. La coberta de volta canó està decorada amb estrelles emmarcades en casetons.
La façana principal està al carrer parròquia, a un costat hi ha el Carrer Major i a l'altre, el Carrer Bisbe Tallades.